# 台灣犬
台灣犬，俗稱臺灣土犬、福爾摩莎犬、高砂犬。最早起源自臺灣高海拔地區原住民飼養的獵犬，為南亞狩獵犬系的一支。現在大多作為狩獵犬、護衛犬，或者是陪伴犬。
台灣沒有任何原生犬科動物，目前發現台灣最早的犬隻紀錄可以追溯至4,800年至4,200年前的南科考古遺址，可能是由台灣原住民引入培育。在中國大陸西南部，和東南亞一些地區，有部份狗和台灣犬很類似。

## 歷史沿革
關於台灣引入家犬的紀錄，可以追溯至4,800年至4,200年前的大坌坑文化。臺南南科園區的南關里遺址菓葉層出土的完整雌性中型犬遺骸，是目前發現臺灣最早的家犬存在紀錄。除了完整狗的遺骸之外，南關里東遺址出了大量的狗骨遺留，是該遺址陸地動物中佔比最高、最為頻繁的種類，比豬與鹿還多出許多，很可能作為當時人們的主要陸生肉類食物資源。
臺北市圓山遺址（距今約3,200年至2,500年間）包括多處貝塚，貝塚中同時出土陶器、石器及大量獸骨、魚骨。其中包含狗骨。這些生態遺物應是當時人類的食物殘渣，說明當時人們可能養狗作為狩獵助手與食物來源，生活型態以撈貝、漁獵及農耕為生（請參見遺址碑文－圓山貝塚的由來碑文內容）。
明朝萬曆年間（1603年1月18日出征、十日抵達、三十除夕即2月10日離開），將軍沈有容與陳第前往當時被蔑稱為東番的大員攻剿海盜（假倭）。此傳記為漢人首部親身赴台實地觀察、描繪台灣西部平埔族生活之最早著作。其內容述有（……畜有貓、有狗、有豖〈食之〉、有雞〈不食但取其羽〉，無馬、驢、牛、羊、鵝、鴨。獸有虎、有熊、有豹、有鹿。鳥有雉、有鴨、有鳩、有雀。山最宜鹿，儦儦俟俟，千百為群。……）

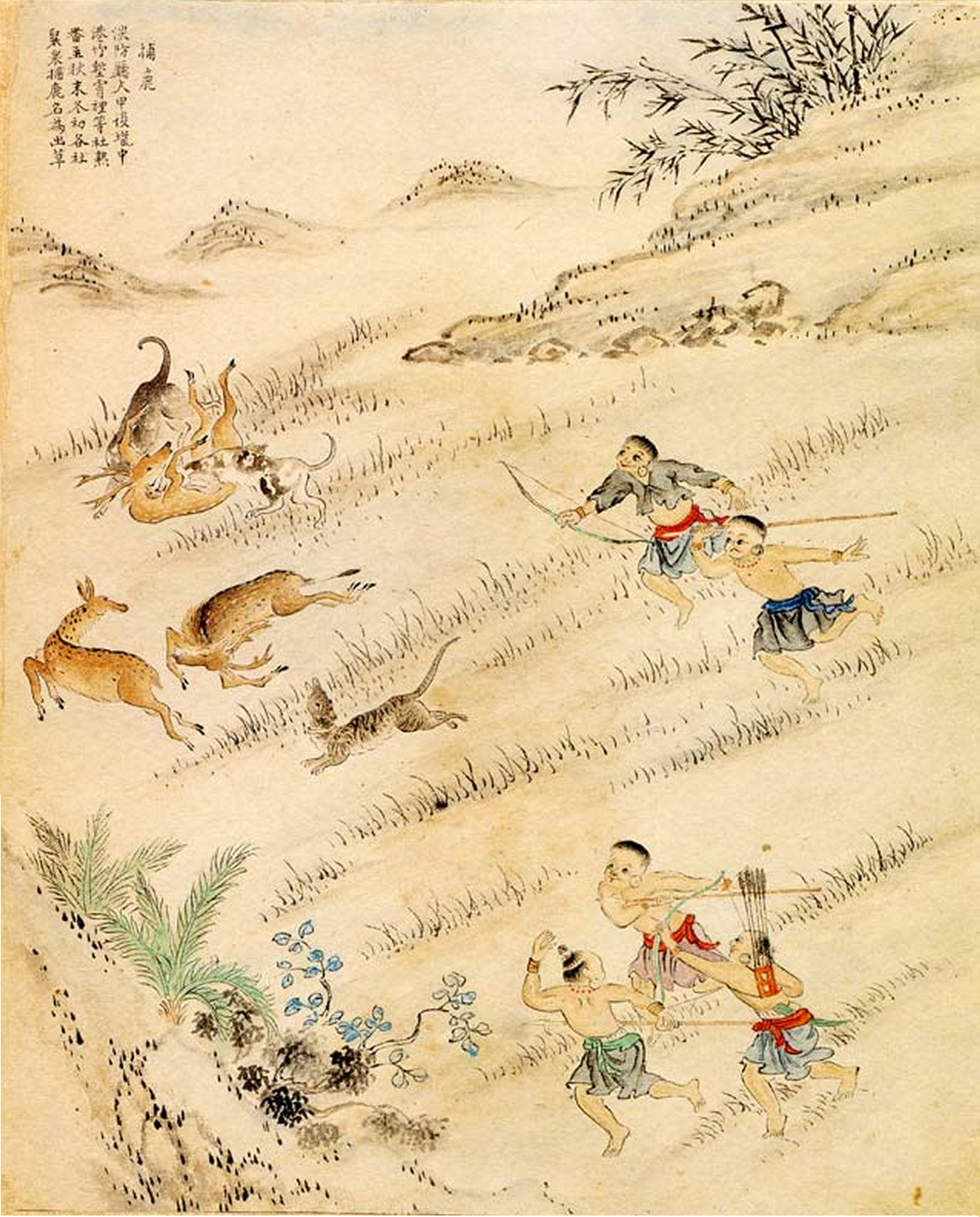
《番社采風圖》記錄原住民飼養犬隻狩獵，繪製於清乾隆年間

臺灣犬最早關於犬隻之文字記載為清朝康熙年間。內文提到原住民養狗。至於台灣犬之圖像照片，1871年約翰·湯姆森攝於今日木柵地區的原住民狩獵隊，以及日治時期照相技術引進台灣後產生。

17世紀有文獻記載。清代乾隆年間朱仕玠《小琉球漫誌》描述：「番犬大如黃犢，吠聲殊異。剪其雙耳，以草木蒙密，且多鉤刺，欲其馳騁無掛礙也……。捕獐鹿，發示追蹤，百不失一……。番人以田犬為性命，時撫摩之，出入與俱。凡鹿捷於犬，然每奔盡一灣，則反而顧，故犬及之。予在道憲署，見番犬約重可六、七十斤」。

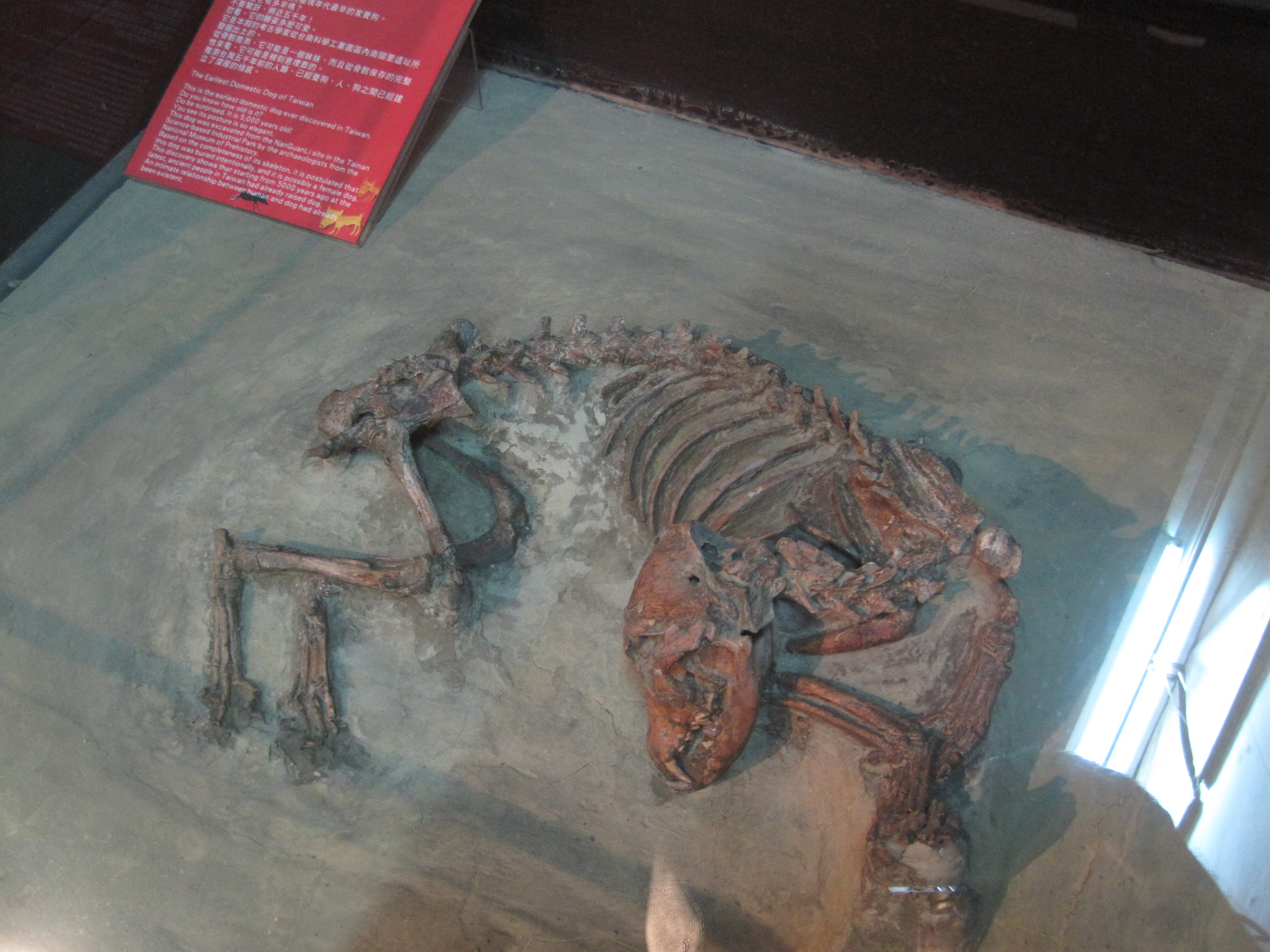
南關里遺址之狗遺骸

## 特徵與分類

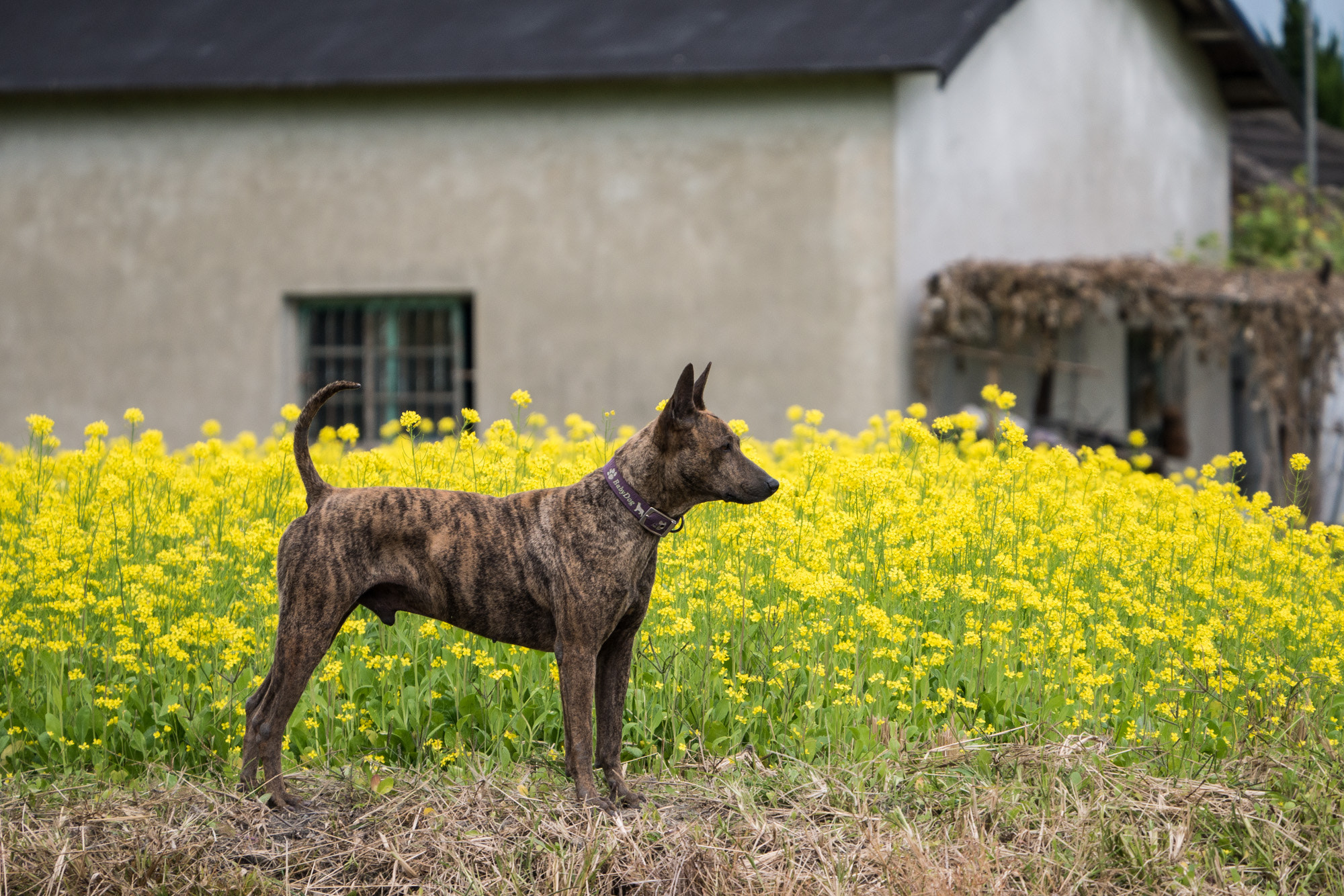
虎斑色台灣犬

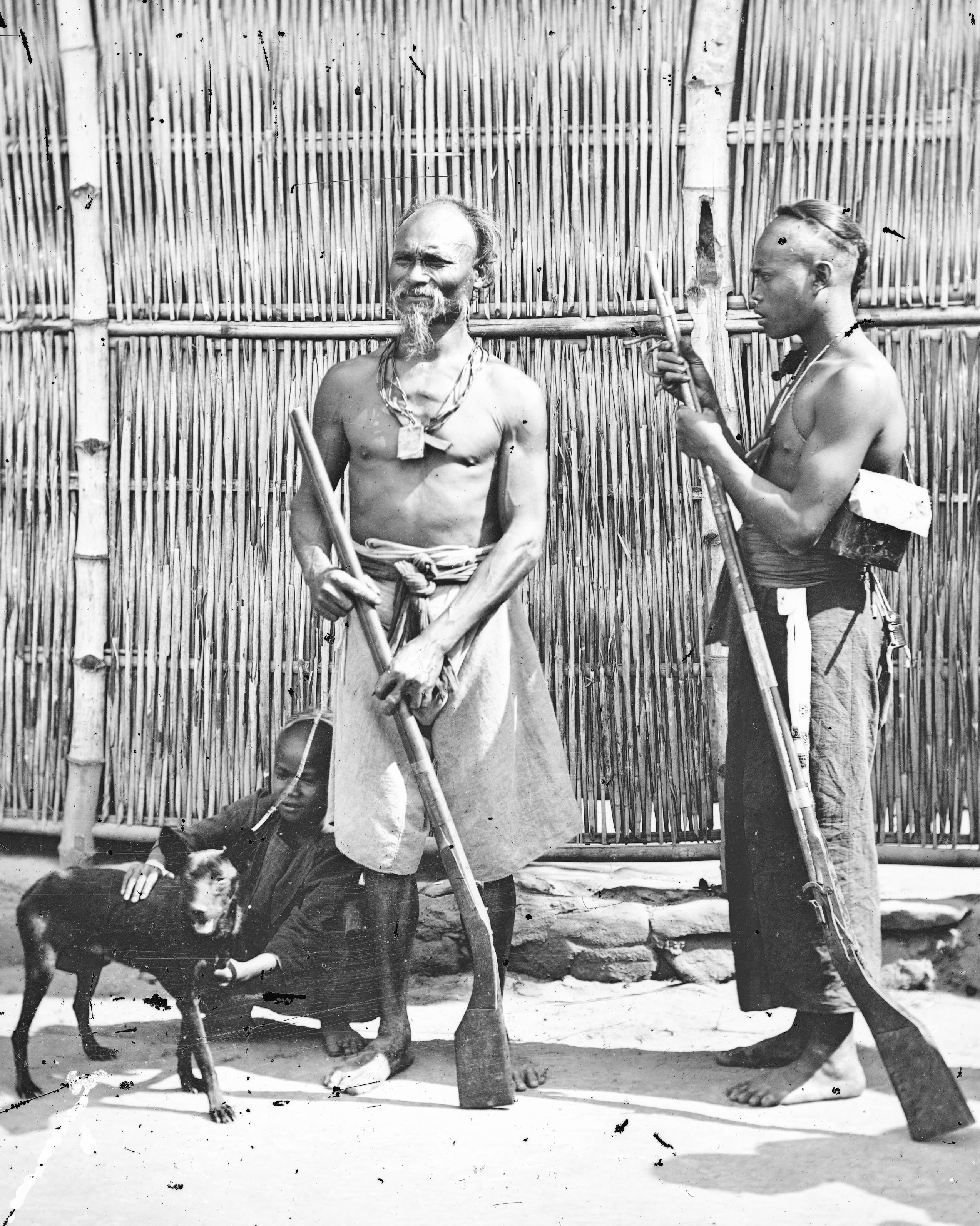
1871年約翰·湯姆森攝於今日木柵地區的原住民狩獵隊

根據世界犬业联盟對「台灣犬」的介紹指出，台灣犬是台灣人引入並培育的中型犬種，屬於南亞狩獵犬的後裔。截至2015年7月22日，經官方血統認證的台灣犬有6,909隻。坊間俗稱大型台灣土狗的「高山犬」，則是本犬種與大丹犬等其它混種培育。而不管是高山犬還是台灣犬，都不是台灣原生動物，是人類在台灣引入和培育的外來種。
- 身形：台灣犬的頭部圓滿凸出，腮部發達，額部與口吻約等長。從前上方觀察，頭形呈三角形。從側面看，額段(stop)明顯，口吻稍尖。腮部平平、口吻粗短、額部扁平或太短者應避免。[14] 。口吻牙床有時呈黑色、正確應有舌斑而非舌頭整片全黑是不對的、額稍高，俗稱三角頭、葫蘆頭。具耐力強、善狩獵、跳躍、爬坡，極具忠心顧主（適狩獵、看守、陪伴之用）。

立耳：細尖耳、兩耳外擴成外八型，單耳需有明顯內直外弧較佳，耳皮薄，俗稱蝙蝠耳。
眼型：呈杏仁眼形或鳳眼形。
身長與體重：公成犬身長約為48至52公分、體重約14至18公斤。母成犬則約為43至47公分，體重約12至16公斤。
胸深：由下腹向上收，即一般所稱的「狗公腰」直筒腰應避免。
腳爪：腳掌下具備有厚肉墊，彈跳力、平衡感、活動力極佳，不懼高，具爬樹之本能，俗稱狼爪、羌仔腳。
尾部：尾細向上半捲，如彎刀型，俗稱鐮刀尾、關刀尾、禾鐮尾（臺灣四縣客語：voˇ liamˇ miˊ；臺灣海陸客語：vo liam muiˋ）。
- 毛種層次：主特徵為短毛（外層—毛剛硬粗短，內層—絨毛細柔<會依據季節、溫度變化增、脫調整，維持體表溫度>所以常掉毛，須經常刷毛處理）。
- 毛色：毛色以黃（土黃或黃褐色）、純黑，或有虎斑[15]、黑白花混合花色等多種。罕有全白，亦可能是突變種。
- 體態：概分中型和小型二種。

中型狗體態標準，腰細、胸寬，成犬肩高五十公分左右，胸圍四十幾公分；小腿筋骨細長，大腿肌肉緊實。
小型犬有二種，一種身高平均四十公分，一在卅公分以下；前者體格沒有中型狗魁梧，但瘦長伶俐，是長跑健將。小型犬臉型較瘦削，顯得機靈，尾巴、耳朵均豎立，好似隨時警戒中；舌頭正面或背面有黑斑。

## 瀕臨絕種

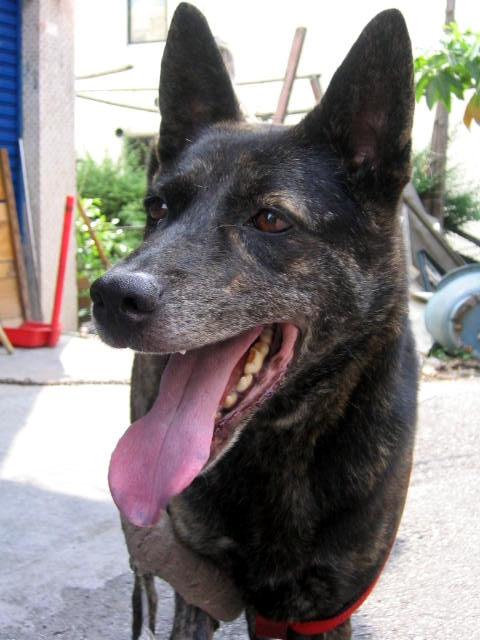
台灣犬（顯化狼犬雜交型）尚含蝙蝠耳、杏仁眼、三角頭、微舌斑、毛色黑摻微虎斑、厚肉掌，幼時彈跳力強。
2005-06-05攝

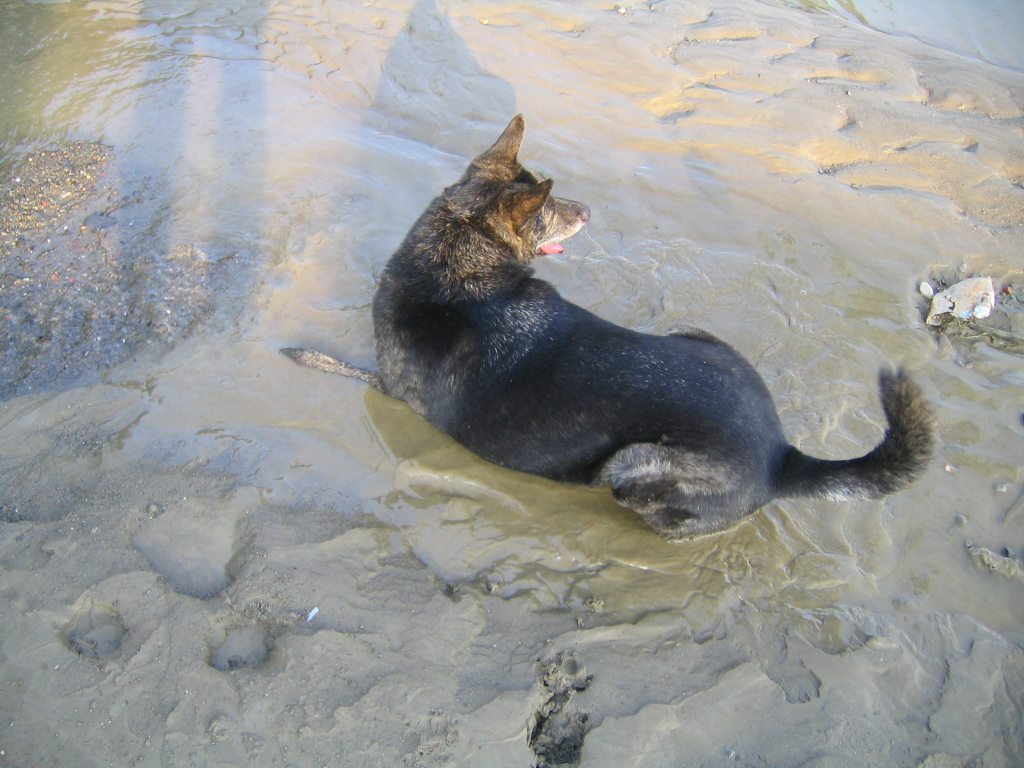
台灣犬（顯化狼犬雜交型）
中年期（背部）2008-07-20攝

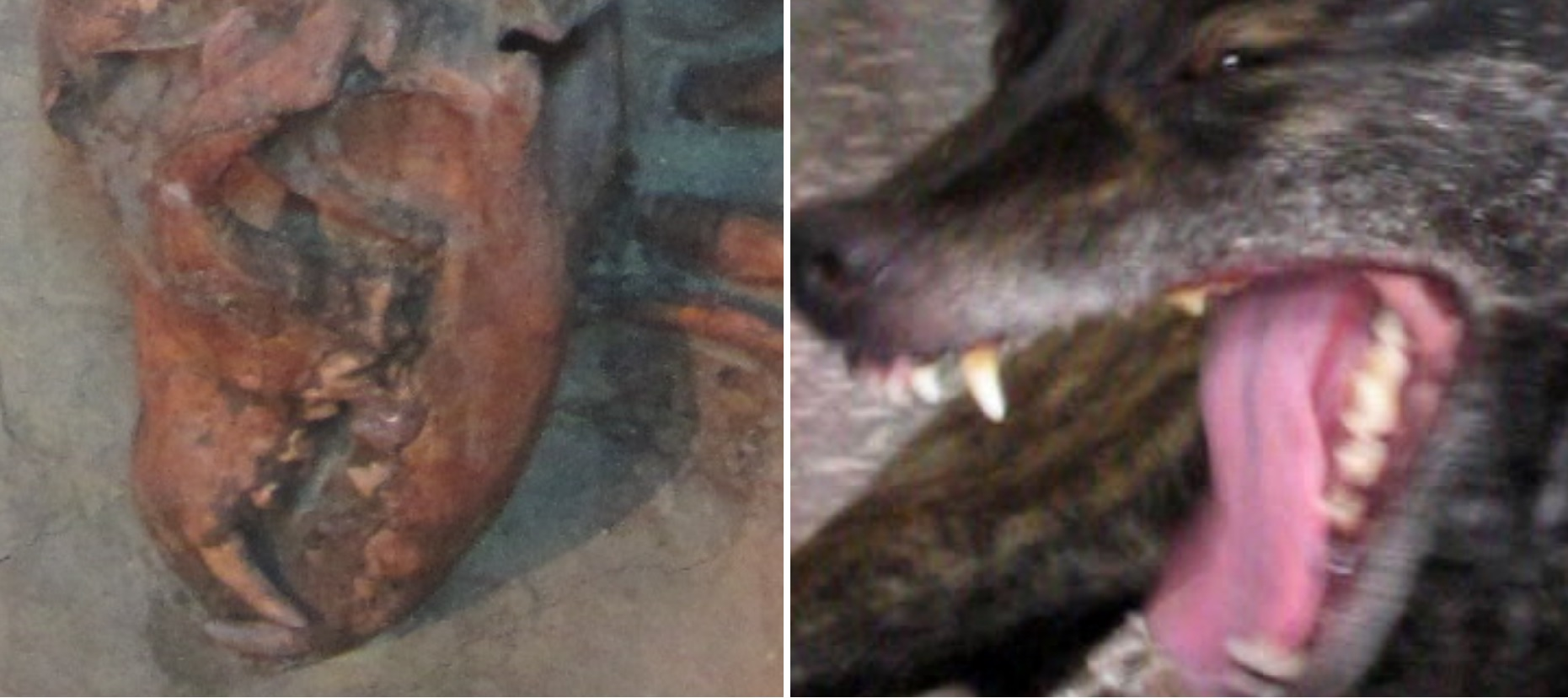
現代雜交台灣犬與四至五千年前的台灣狗祖之牙口比較。
2023-08-23彙整

1978年至1980年間，為研究其日本犬的來源，日本名古屋大學副教授太田克明率領的研究團隊與國立臺灣大學畜牧系宋永義教授合作，來台調查台灣土狗的血緣關係。但當開始調查時，該團隊發現西部平地已無台灣土狗的血緣蹤跡（因雜交、混種，稀釋了台灣犬的純粹血緣），只得轉往高山地區，以中央山脈二十處原住民村落為調查基點，終於找到160隻外貌較符合台灣土狗特徵之犬隻，以此160隻犬隻之外貌特徵先作「純度級數分類（含體長、形狀、舌斑、狼爪等紀錄）」，再採樣抽血送回研究室作（血清蛋白分型實驗）分析。用了十幾種犬種血液來比對，發現有幾種特徵差異較明顯。在160隻採樣裡，其中46隻（公犬25隻、母犬21隻）判定達到一級純度（且其總數量已符合國際〈FAO〉世界生物保種監督警告系統所公布的瀕臨絕種動物標準〈預估族群內能繁殖之成熟個體數小於250隻〉的標準）。

## 世界畜犬聯盟

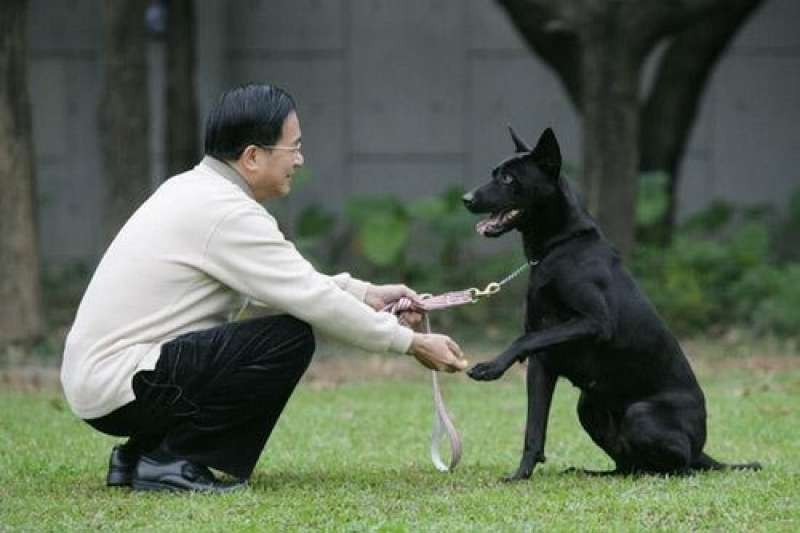
時任總統陳水扁在位時與其飼養的台灣土狗「勇哥」

台灣畜犬協會（Kennel Club of Taiwan）自20年前（約1995年）起，即開始致力台灣犬血統之國際認證努力（2001年印度AKU大會承認為亞洲新犬種），後因應繁瑣的認證過程與歷時11年的努力爭取（自2004年起，FCI 理事會通過台灣犬的準犬種認定與10年觀察期）。
2015年6月8日至9日，世界犬业联盟（FCI）於義大利米蘭召開全球會員國大會上，台灣土狗通過70多個會員國代表投票，正式成為代表台灣的全球新興犬種之一，也正名為「台灣犬」（Taiwan Dog）。根據FCI對「台灣犬」的介紹指出，台灣犬是台灣馴化的犬種，屬於南亞狩獵犬的後裔，被過去中部山區居民稱為「賤民狗」（Pariah dog）。另外，也指出，此品種相當忠誠，過去是獵人在森林中的同伴，此品種在現代台灣則被飼養成守衛犬或陪伴犬。

## 名人寵物
時任台灣總統陳水扁（2000年至2008年）初就任時，宜蘭民間養狗人士曾透過游錫堃（時任行政院副院長）轉贈予其一隻黑毛台灣土狗「勇哥」作伴，此犬已於2014年離世。

## 文化代表
台灣犬於2019年中華職棒吉祥物票選第一，成為中華職棒的吉祥物「歐告」，為「黑狗」的台語諧音。
2023年1月29日，Google於首頁推出珍珠奶茶小遊戲，玩家扮演一隻台灣犬，製作珍珠奶茶。

## 外部連結
- 【經典.TV】20151227 - 南科考古 （页面存档备份，存于）大愛電視 2015-12-27
- 《經典》雜誌：2004年5月號：臺灣土狗
- 新臺灣新聞週刊：2006/01/26：臺灣土狗 瀕臨滅種
- 20140103《發現》蹤跡重現 台灣土狗 （页面存档备份，存于）TzuchiDaAi 2014-01-03
- 大膽無畏、忠心台灣土狗　獲國際認證正名「台灣犬」 （页面存档备份，存于）
- 台灣犬 Taiwan Dog/犬種介紹/犬種知識台灣畜犬協會
- 1017 發現新台灣 台灣畜犬協會 （页面存档备份，存于）新視界－發現新台灣 2015-10-17
- 【★台灣犬-正港ㄟ台灣山中神犬!!★台灣土狗-山頂的黑狗兄!!】原住民打獵好幫手台灣犬taiwan Dog 福爾摩莎犬 台灣高砂犬 （页面存档备份，存于）大飽礁水世界 2019-02-25